# Boerne
Boerne város az USA Texas államában. Lakosainak száma 17 850 fő (2020. április 1.).

## Népesség
A település népességének változása:
| Lakosok száma | 10 471 | 17 106 | 17 850 |
|               | 2010   | 2018   | 2020   |